# Commelina thomasii
Commelina thomasii là một loài thực vật có hoa trong họ Commelinaceae. Loài này được Hutch. mô tả khoa học đầu tiên năm 1939.